# Annie Krull
Anna Maria Krull, född den 12 januari 1876 i Rostock, död den 14 juni 1947 i Schwerin, var en tysk soprano. Hon är mest ihågkommen för att hon skapade titelrollen i Richard Strauss opera Elektra.

## Biografi
Annie Krull studerade i Berlin med Hertha Brämer. Scendebuten kom 1898 vid stadsteatern i Plauen som Agathe i operan Der Freischütz. 

## Inspelningar
Krulls röst kan höras i original i akt två av operan Tannhäuser som sattes upp i Berlin 1909. Inspelningen gjordes av skivbolaget Edison Records.